# ش هیراماتسو
ش هیراماتسو (ژاپنی: 平松 昇؛ زادهٔ ۲۶ نوامبر ۱۹۹۸) یک بازیکن فوتبال اهل ژاپن است.
از باشگاه‌هایی که در آن بازی کرده‌است می‌توان به باشگاه فوتبال جوبیلو ایواتا اشاره کرد.